# Allegheny College
El Allegheny College  es una universidad de artes liberales de carácter privado y mixto, situado al noroeste de Pensilvania en la ciudad de Meadville, aproximadamente a 56 km al sur de Erie. Fundado en 1815, Allegheny es la universidad más vieja en existencia continua  con el mismo nombre al oeste de las Montes de Allegheny. Es un miembro de la Asociación de Universidades de los Grandes Lagos y la Presidents' Athletic Conference. Está acreditada regionalmente por la Middle States Commision on Higher Education.

## Historia

### Historia temprana
Allegheny fue fundada en abril de 1815  por el reverendo Timothy Alden, graduado del Seminario de Harvard. La universidad estuvo relacionada históricamente con la Iglesia Metodista Unida a partir de 1833, si bien es actualmente no sectaria.

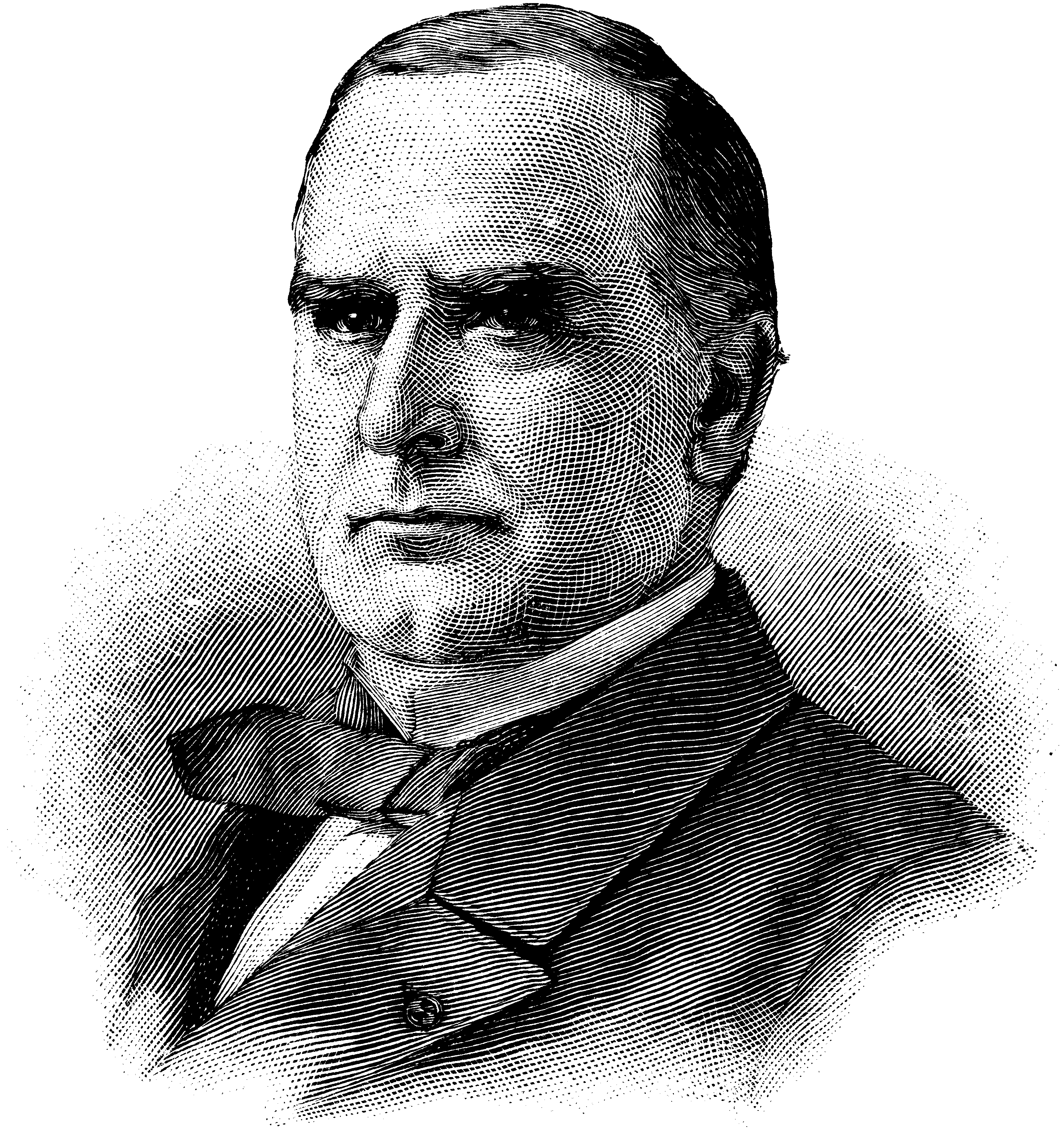
William McKinley, estudiante de Allegheny durante un año, llegó a ser presidente de los Estados Unidos

La primera clase constaba de cuatro alumnos de sexo masculino, comenzó sus estudios el 4 de julio de 1816, sin ningún edificio académico formal. A lo largo de seis años, Alden acumuló fondos suficientes para empezar a construir un campus. El primer edificio erigido, la biblioteca, fue diseñada por el propio Alden, y es un ejemplo notable de arquitectura estadounidense temprana. Bentley Hall lleva el nombre del docotr William Bentley, quien donó a la universidad su biblioteca privada, una colección de considerable valor y significado. En 1824, Thomas Jefferson escribió a Alden para expresar sus esperanzas de que la Universidad de Virginia pudiera llegar a poseer las riquezas de la biblioteca de Allegheny. Hasta 1831, Alden fue el presidente de Allegheny pero aparecieron problemas financieros y de reclutamiento de nuevos estudiantes que forzaron su dimisión. Ruter Hall, otro edificio histórico, fue construido en 1853.

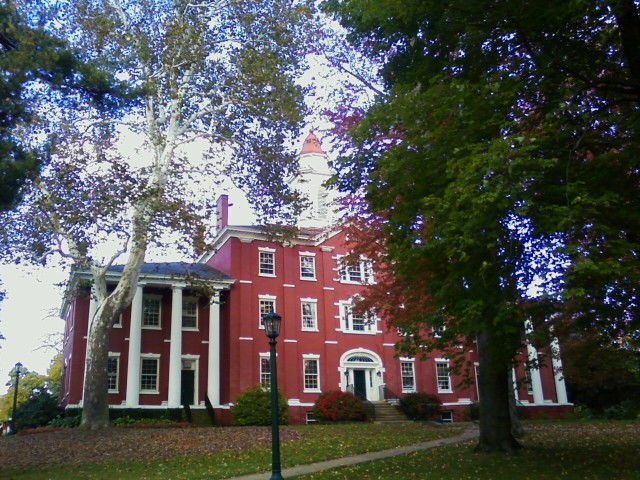
Bentley Hall, edificio histórico que aloja la administración de la universidad, incluyendo el registro y el despacho del presidente

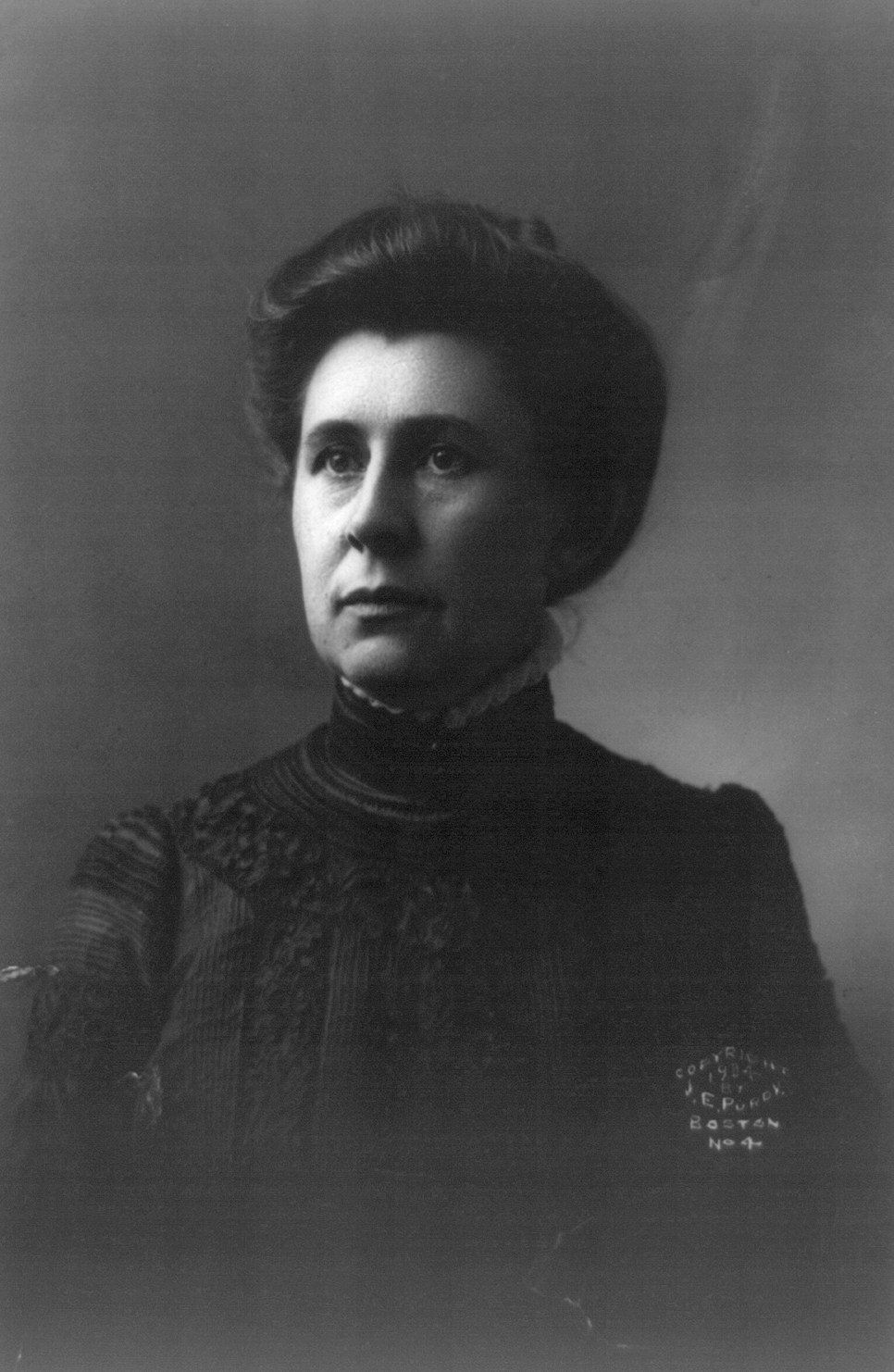
Ida M. Tarbell, esforzada periodista de investigación que denunció abusos de la Standard Oil

Allegheny empezó a admitir mujeres en 1870, fecha temprana para una universidad de EE. UU.; una mujer fue portavoz de la clase de 1875.Una fuente sugiere que Ida M. Tarbell, la pionera periodista en denunciar abusos de la Standard Oil de Rockefeller, fue la primera mujer en asistir a Allegheny.

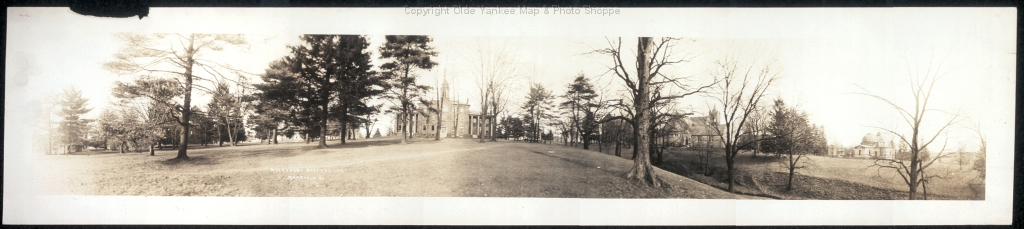
Allegheny College en 1909

En 1905, Allegheny construyó Alden Hall para ser su escuela preparatoria  nueva y mejorada.
Pasadas las décadas, la universidad ha crecido en tamaño e importancia mientras mantiene lazos con la comunidad.

### Historia reciente
En 1971 la película Been Down so Long I Looks Like Up to Me, basada en la novela de Richard Farina, fue filmada en terrenos de la universidad.
Aunque la palabra "Allegheny" es una marca para la universidad, es también el nombre de un condado, un río, y una cordillera. Aun así, la escuela ha intentado impedir a otras entidades utilizar esta palabra. Por ejemplo, Allegheny objetó en 2006 cuándo Penn State trató de renombrar "Allegheny" uno de sus campus. El presidente de Allegheny Presidente, Richard Cocina, afirmó que 'Allegheny' era una marca propia de esta universidad. También se demandó a la Allegheny Health and Research Foundation de Filadelfia para que cambiara su nombre.